# Meseret Mengistu
Meseret Mengistu (* 6. März 1990 in Sendafa, Oromiyaa) ist eine äthiopische Langstreckenläuferin, die sich auf Straßenläufe spezialisiert hat.
Bei den Halbmarathon-Weltmeisterschaften 2008 in Rio de Janeiro wurde sie Elfte. Im Jahr darauf wurde sie Fünfte bei den World 10K Bangalore und siegte sie beim Halbmarathon von Reims à toutes jambes sowie bei Marseille – Cassis.
2010 wurde sie Achte beim Rotterdam-Marathon. Bei den Halbmarathon-Weltmeisterschaften in Nanning kam sie auf den sechsten Platz und gewann mit dem äthiopischen Team Silber.

## Persönliche Bestzeiten
- 10-km-Straßenlauf: 32:26 min, 31. Mai 2009, Bangalore
- Halbmarathon: 1:09:31 h, 16. Oktober 2010, Nanning
- Marathon: 2:23:26 h, 12. April 2015, Paris